# Szene (Volkskunde)
Eine Szene ist ein soziales Netzwerk in Form eines freizeitlichen Sozialisationsraumes, das durch gemeinsame Interessen, Überzeugungen, Vorlieben oder Geschmäcker von Menschen verdichtet ist.

## Wortherkunft
Das Wort „Szene“ im Sinne dieses Begriffs ist jüngeren Datums. Griechisch σκηνή, altgriechisch skené ‚die Hütte, das Zelt‘ ist ursprünglich nur ein baulicher Teil des Theaters, später Bühne im allgemeineren Sinne, dann ein Abschnitt (Aufzug, Vorhang) eines Stücks. In der Bedeutung von „das was“ beziehungsweise „dort wo sich etwas abspielt“ für subkulturelle Kreise und deren Aktivität bildet sich erst Ende der 1960er-Jahre und dürfte Hamburger Ursprungs sein. Für den „Jazz- und Spaßmusikerklüngel“ Hamburgs, zu denen etwa Otto Waalkes und Udo Lindenberg gehörten, findet sich der Ausdruck „Hamburger Szene“. 1973 erscheint das Stadtmagazin Szene Hamburg (Klaus Heidorn). 1977 wird das Wort in Deutschland zum Wort des Jahres erklärt – die zweite solche Wahl, nach aufmüpfig 1971.
Eng verbunden ist der Begriff mit dem Anglizismus Insider (engl. für „Mitglied, Zugehöriger, Eingeweihter“) „Beteiligter an einer Szene“ – wörtlich ‚der, der innerhalb ist‘. Als begriffsgeschichtlicher Vorläufer kann Bohème angesehen werden (frz. aus mittellat. bohemus „der Böhme“, „Zigeuner“), veraltet für die Künstlerkreise der Belle Époque.
In Folge erweitert sich der Ausdruck, „in Szene setzen“, ursprünglich ebenfalls aus der Theatersprache im Sinne von Aufführungspraxis und Choreografie der Auftritte, bedeutet heute „sich präsentieren“. „Szene“ verliert auch die subkulturelle Annotation und wird zum Ausdruck für das öffentliche Leben der High Society, der Prominenz.

## Heutige Begriffsverwendung
Seit den 1990er Jahren wird unter dem Begriff der Szene ein Netzwerk von Personen und Personengruppen verstanden, welche sich über einen gemeinsamen Aspekt des Lebens vergemeinschaften. Eine Szene in diesem Verständnis ist eine „Form von lockerem Netzwerk; einem Netzwerk, in dem sich unbestimmt viele beteiligte Personen und Personengruppen vergemeinschaften.“
Szenen sind moderne Sozialisationsinstanzen, die den meist jugendlichen Akteuren eine erleichterte Identitätsbildung ermöglichen. Aus diesem Blickwinkel haben Szenen die sozialisierende Funktion, Identität, Kompetenzen und Relevanzhierarchien dauerhaft (d. h. über den Zeitraum der Szene-Vergemeinschaftung hinaus) interaktiv aufzubauen und zu stabilisieren.

„[Der Ursprung der Szenebildung liegt in] der Suche nach Eindeutigkeit, nach Anhaltspunkten, nach kognitiver Sicherheit in einer zunehmend unübersichtlichen Situation. Dem ständig drohenden Chaos setzen die Menschen vereinfachende Strukturvorstellungen entgegen. Szenen, alltagsästhetische Schemata, […] sind Versuche, sich in einer schwer überschaubaren sozialen Wirklichkeit zu orientieren.“

Solche Szenen entstehen dort, „wo Menschen freiwillig gemeinsame Interessen, Wertvorstellungen und Freizeitaktivitäten entwickeln oder ganz einfach die gleichen Konsumartikel schön finden.“

### Szenenstruktur
Szenen sind ‚freiwillig‘ wähl- und betretbar, sie sind global und dabei sozial offen. Es gibt keine normierten Mitgliedschaften, keine Beschränkungen der Teilhabe und keine Bestimmungen für oder gegen einen Ein- oder Austritt. Bedeutsam für die Entstehung einer gemeinsamen kulturellen Basis in Form überregionaler, nationaler oder sogar globaler Szenen ist die seit den 1980er Jahren gestiegene Mobilität und Interaktivität der Szeneangehörigen.
Hitzler und Niederbacher beschreiben Szenen als wolkige, nebelartige Gebilde, die allein von außen betrachtet klare Strukturen aufweisen, von innen betrachtet herrscht jedoch Unklarheit über die eigene Position in der jeweiligen Szene.

„Infolge dieser Struktureigenschaften begreifen wir Szenen als prototypische Gesellungsformen der individualisierten und v. a. der juvenilen Menschen in Gesellschaften im Übergang zu einer ‚anderen‘ Moderne. Ihr prototypischer Charakter erweist sich zum einen darin, dass die Zahl originärer Szenen stetig wächst[…,] zum anderen darin, dass Miteinander in herkömmlichen Gemeinschaften immer mehr symptomatische Elemente posttraditionaler Vergemeinschaftung übernimmt.“

#### Sozialisationsraum
Szenen gelten als moderne Institutionen der Sozialisation, welche in der Gesellschaft der zweiten Moderne gegenüber den traditionellen Sozialisationsinstitutionen, wie beispielsweise kirchlichen oder politischen Organisationen, Jugendverbänden, Vereinen, Ausbildungsstätten oder der Familie, an Bedeutung gewinnen. In diesen traditionellen ‚Sozialisationsagenturen‘ werden somit Wertvorstellung und Identitätsmuster weniger gesucht als in der jeweiligen Szene.
Obschon Szene vornehmlich jugendliche Gesellungsformen sind, sind sie heute nicht mehr auf die adoleszente Lebensphase zu reduzieren. Zunehmend finden sich auch dem Alter nach Erwachsene, die „ein jugendliches Verständnis ihrer selbst haben (im Sinne eines kulturellen Deutungsmusters, das mit Vorstellungen von Kreativität, Spontaneität, Dynamik oder Kommunikativität usw. konnotiert ist“).

#### Thema
Szenen haben einen thematisch bestimmten Rahmen. Sie lassen sich demnach auf ein zentrales Thema zurückführen, welches als Gemeinschaftsaspekt der Szene verstanden werden kann und auf welches sich die Szenegänger ausgerichtet haben. An diesem Thema orientiert beziehen sich die habitualisierten Gemeinsamkeiten der Szenegänger in Einstellung, Präferenz und Handlungsweise. Die Themen variieren in den jeweiligen Szenen, es kann sich z. B. um einen Musikstil, eine Weltanschauung, bestimmte Konsumgegenstände oder einen speziellen Stil handeln. Szenen bieten daher insbesondere Jugendlichen Gesinnungsfreunde, welche diese in der individualisierten Gesellschaft kaum noch in traditionellen Sozialisationsinstitutionen finden. Die Gemeinschaft wird hier an einem Interessensschwerpunkt orientiert freiwillig durch den einzelnen gewählt und entspricht den persönlichen Präferenzen. Damit haben Szenen die Funktion einer Gesinnungsgemeinschaft. „Gemeinsam ist […] allen Szeneförmigen Gebilden, dass sie kaum (alle) Lebensbereiche und Lebenssituationen übergreifende Gewissheit vermitteln bzw. Verbindlichkeit beanspruchen“. Obwohl Szenen schon allein über das zugrundeliegende Interesse am zentralen Thema und an der Szene betreten werden können, ist eine vollständige Teilhabe nur durch die „Aneignung und kompetente Anwendung szenetypischen Kultur-‚Know-hows‘“ erreichbar. Diese vollständige Aneignung und Anwendung bezieht damit auch den temporären und lokalen Bereich jenseits der Szene mit ein und findet auch im ‚privaten‘ Alltag statt.

#### Die Bedeutung und Erzeugung von Gemeinsamkeiten

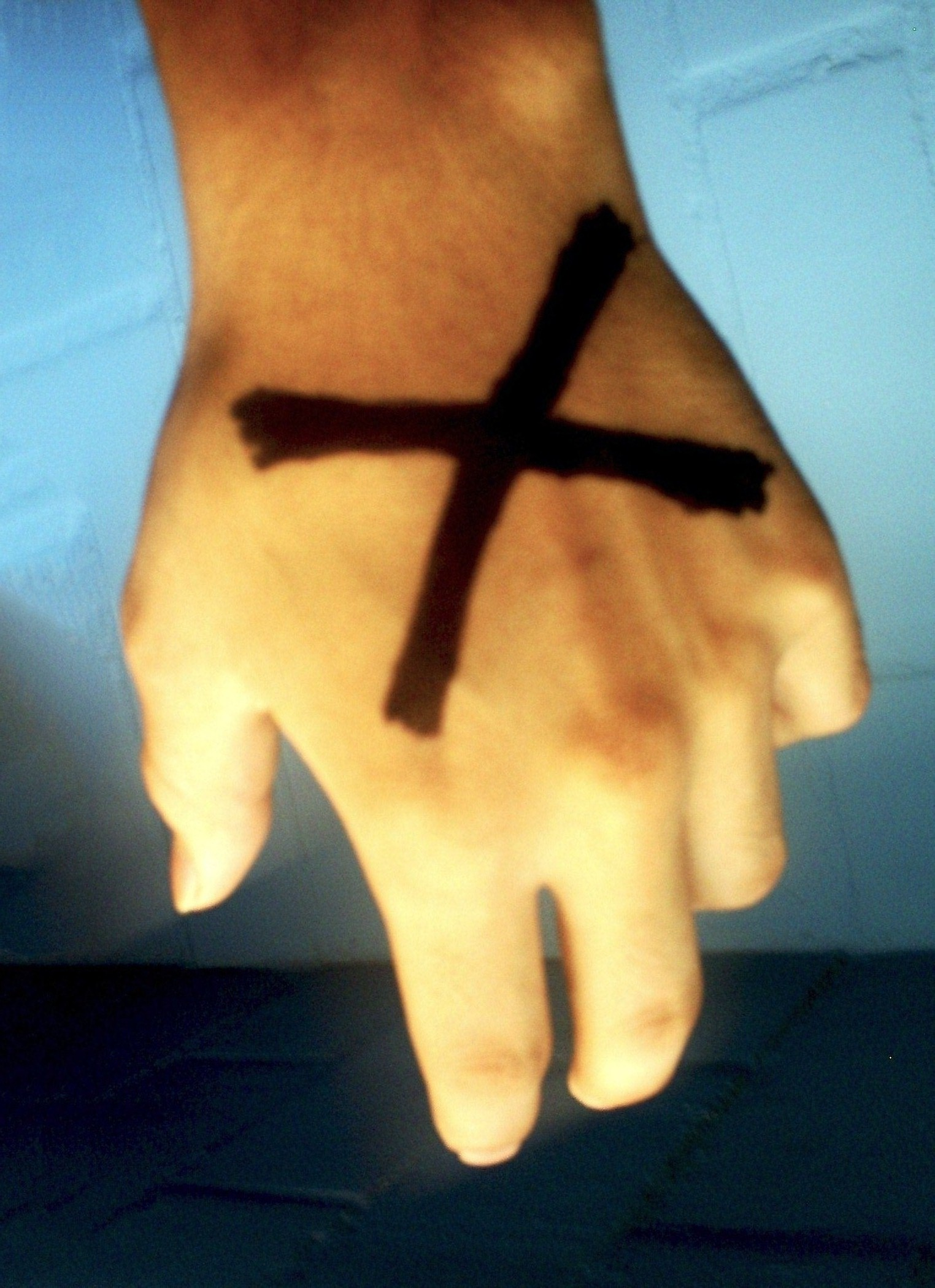
Die kommunikative Erzeugung von Gemeinsamkeiten kann zwar ein umfassendes Auftreten beinhalten. Die Vergewisserung der Gemeinsamkeit, kann jedoch ebenso stark kodiert sein. Bisweilen sogar so, dass es nur jene mit der Kodierung vertraute Personen erkennbare Symbole, wie das X der Straight-Edge-Szene, beinhaltet.

In einer Szene kennen sich die einzelnen Akteure nicht notwendigerweise persönlich. Sie agieren in ihren bestehenden Gruppen, jedoch sind diese zum Teil mit anderen Gruppen vernetzt und gegenüber anderen Gruppen und Gruppierungen der Szene hin geöffnet. Derweil begreifen sich die Gruppen und ihre einzelnen Akteure nicht nur als eigene Gruppe, sondern auch als Teil der Szene. Über die Kommunikation und Interaktion mit anderen Szeneakteuren im Szenegeschehen definieren sich die Akteure so auch als Teil der Szene. Diese Kommunikation und Interaktion der Gruppen untereinander kann sich bis auf szenespezifisches Impression-Management reduzieren.

„Während sich innerhalb von Gruppen Kommunikation verdichtet, ist diese zwischen den Gruppen vergleichsweise niedrig. Dennoch macht gerade die Kommunikation zwischen den Gruppen die Szene aus.“

Die Existenz von Szenen ist an die ständige kommunikative Erzeugung von Gemeinsamkeiten (Symbole, Zeichen und Rituale) seitens der Szenegänger gebunden. Durch diese erzeugten Gemeinsamkeiten vergewissern sich die Szenegänger ihrer Szenezugehörigkeit. Sie erzeugen so in dieser Vergewisserung einerseits gemeinschaftlich die Szene und andererseits ihre soziale Verortung in der Szene und in der Gesellschaft. „Vor allem in diesem Sinne lässt sich eine Szene mithin als Netzwerk von Personen verstehen, die bestimmte materiale und/oder mentale Formen der kollektiven (Selbst-)Stilisierung teilen und diese Gemeinsamkeiten kommunikativ stabilisieren, modifizieren und transformieren.“. Szenen konstituieren sich so durch bedächtig gewählte Äußerlichkeiten, welche sich dem Wertekatalog der jeweiligen Szene unterordnet. Somit sind die Gemeinschaft erzeugenden Symbole, Zeichen und Rituale mit den Werten der Szene aufgeladen und repräsentieren den Wertekatalog der jeweiligen Szene. Das „X“ der Straight-Edge-Szene oder der Ring der O der BDSM-Szene sind derweil stark kodierte Szenesignale. Weitere Signale können unter anderem durch bestimmte Markennamen, Kleidungsstücke, Kostüme oder Frisuren erzeugt werden.
Jenseits einiger weniger Szenen, welche „das Leben ihrer Mitglieder strikt und ausschließlich bestimmen“ engagieren sich Szeneakteure in der Regel nur zeitweise in einem Szenegeschehen.
Ausbildung, Familie, Beruf und andere Szenen nehmen ebenfalls Zeit in Anspruch. In der Zeit dieses Engagements für andere Lebensbereiche ist das Bewusstsein für die Zugehörigkeit zur Szene nur unterschwellig vorhanden. Daher ist das Wir-Bewusstsein für und in einer Szene sequentialisiert.

#### Gesellungsräume und Netzwerke

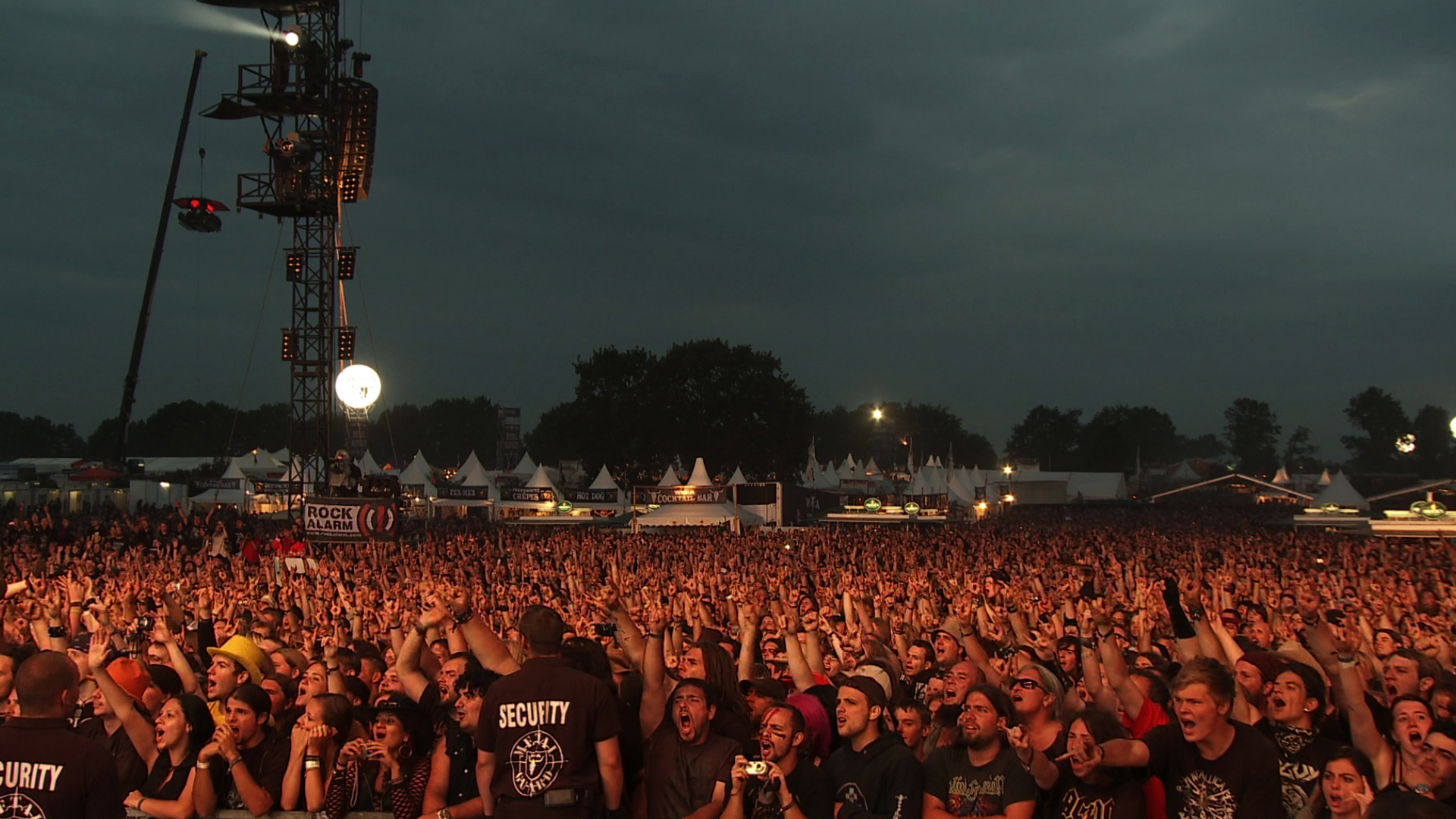
Überregionale Gesellungsräume sind häufig spezielle Events wie zum Beispiel das Wacken Open Air für die Metal-Szene.

Als freizeitlicher Sozialisationsraum bedarf eine Szene auch Gesellungsräume und -zeiten. Vornehmlich werden spezifische Treffpunkte als solche Gesellungsräume verstanden. Diese Treffpunkte können formellen oder informellen Charakter haben. An den Treffpunkten manifestiert und reproduziert sich einerseits die Kultur der Szene, andererseits etabliert sich hier das subjektive Gefühl der Zugehörigkeit zur Szene. Da Szenen als globale Phänomene existieren, sind den Szenegängern meist nur die lokalen bis regionalen Treffpunkte vertraut. Überregionale Treffpunkte sind meist weniger vertraut. Dagegen können Events überregionalen, nationalen bis hin zu internationalen Charakter haben. Diese organisierten Veranstaltungen beinhalten unterschiedliche Unterhaltungsangebote, die „nach szenetypischen ästhetischen Kriterien kompiliert oder synthetisiert werden, wodurch idealerweise ein interaktives Spektakel zustande kommt, das in der Regel mit dem Anspruch einhergeht, den Teilnehmern ein ‚totales‘ Erlebnis zu bieten“.
In den meisten Szenen besteht besonders im Hinblick auf diese Events ein Hang zur Kommerzialisierung, welcher oft von Szenegängern selbst ausgeht. Die Organisation und Gestaltung von Events, szenespezifischen Treffpunkten, virtuellen Plattformen oder Szenemedien etc. dient den Szenegängern hinzukommend als Erfahrungs- und Entwicklungsraum. Insbesondere soziale, kreative und organisatorische Kompetenzen werden hier vermittelt.
Aus dieser Entwicklung können sich regionale ‚Organisationseliten‘ herausbilden, welche Szenetreffpunkte strukturieren und Veranstaltungen produzieren. Diese ‚Organisationseliten‘ erfüllen in den Szenen die Funktion eines Szenemotors. Neben der strukturierenden und produzierenden Tätigkeit vernetzen sich diese Organisatoren am ehesten mit anderen ‚Organisationseliten‘. So gestalten sich in einer Szene mehrere Netzwerke mit unterschiedlichen zentralen Punkten, die vornehmlich von den ‚Organisationseliten‘ strukturiert, produziert und gestaltet werden. Szenen bestehen so „aus mehreren Netzwerken, die freilich in vielfältiger, teils direkten, teils vermittelten Kontakten zueinander stehen.“
Szenegänger, Gruppen, Akteure und Organisationseliten stehen demnach in einem losen Verbund ohne klare Grenzen zueinander oder nach außen.

„Gerade eine solche Unschärfe bzw. eine solche Offenheit und Durchlässigkeit macht Szenen aus.“

### Abgrenzung
In der Abgrenzung zum Begriff der Peergroup umfasst eine Szene ein ganzes Netzwerk von Akteuren und Gruppen und somit mehr als eine direkte Bezugsgruppe. Hinzukommend können sich die Akteure einer Szene in Wissen, Können und Entscheidungsbefugnissen hinsichtlich der Szene unterscheiden, während der Begriff der Peergroup das Prinzip der Gleichrangigkeit voraussetzt.

Im Gegensatz zu Klasse, Schicht oder Stand (soziales Milieu) steht eine Szene nicht im hierarchischen Verhältnis zu anderen Szenen, sondern die verschiedenen Szenen werden nebeneinander gedacht; im Gegensatz zu Gesellschaftstheorien von Klasse, Schicht oder Stand, die eine vertikale Gliederung der Gesellschaft thematisieren, thematisiert das Modell der Szenen also eine horizontale.

In der soziologischen Abgrenzung zur Subkultur sind die Aspekte der Vergemeinschaftung, wenn auch von immanenter Bedeutung, nur punktuell und nicht lebensumfassend, so dass auch die Normen der Hauptkultur bestehen bleiben. Dennoch werden im umgangssprachlichen Gebrauch häufig die Begriffe Subkultur und Szene synonym verwandt.